# Cephaloscyllium circulopullum
Cephaloscyllium circulopullum är en hajart som beskrevs av Yano, Ahmad och Gambang 2005. Cephaloscyllium circulopullum ingår i släktet Cephaloscyllium och familjen rödhajar. Inga underarter finns listade i Catalogue of Life.